# Парламентские выборы в Сербии (1990)
Первые в истории Социалистической Республики Сербия многопартийные парламентские выборы прошли в декабре 1990 года. 9 декабря состоялись первые в истории Сербии президентские выборы и первый тур выборов в Скупщину. 23 декабря прошёл второй тур выборов в парламент. Президентом уже в первом туре был избран Председатель Президиума Социалистической Республики Сербия Слободан Милошевич (65,34 %), а возглавляемая им правящая Социалистическая партия Сербии одержала победу на парламентских выборах, получив 77,6 всех мест в сербском парламенте. Оппозиционные партии обвинили социалистов в многочисленных нарушениях во время выборов.

## Результаты выборов
| Партия                                            | Оригинальное название                                                                                       | Голоса    | %     | Места |
| ------------------------------------------------- | --- | --------- | ----- | ----- |
| Социалистическая партия Сербии                    | серб. Социјалистичка партија Србије                                                                         | 2 320 587 | 46,09 | 194   |
| Сербское движение обновления                      | серб. Српски покрет обнове, СПО                                                                             | 794 789   | 15,79 | 19    |
| Демократическая партия                            | серб. Демократска странка, ДС                                                                               | 374 887   | 7,45  | 7     |
| Демократическое сообщество воеводинских венгров   | серб. Демократска заједница војвођанских Мађара, ДЗВМ венг. Vajdasági Magyarok Demokratikus Közössége, VMDK | 132 726   | 2,64  | 8     |
| Партия демократического действия Санджака         | серб. Странка Демократске Акције Санџака, СДА Санџака босн. Stranka Demokratske Akcije Sandžaka, SDAS       | 84 156    | 1,67  | 3     |
| Альянс реформистских сил                          | серб. Savez reformskih snaga                                                                                | 71 865    | 1,43  | 2     |
| Народная крестьянская партия                      | серб. Народна сељачка странка, НСС                                                                          | 68 045    | 1,35  | 1     |
| Партия Альянс крестьян Сербии                     | серб. Странка савеза сељака Србије                                                                          | 52 663    | 1,05  | 2     |
| Сербская демократическая партия                   | серб. Српска демократска странка                                                                            | 32 927    | 0,65  | 1     |
| Ассоциация югославской демократической инициативы | сербохорв. Udruženje za jugoslovensku/jugoslavensku demokratsku inicijativu, UJDI                           | 24 982    | 0,50  | 1     |
| Демократический альянс хорватов в Воеводине       | серб. Демократски савез Хрвата у Војводини, ДСХВ венг. Demokratski savez Hrvata u Vojvodini                 | 23 630    | 0,47  | 1     |
| Партия демократических действий                   | серб. Партија за демократско деловање, ПДД босн. Partia për veprim demokratik, PVD                          | 21 988    | 0,44  | 1     |
| Партия югославов                                  | серб. Странка Југословена, СЈ                                                                               | 21 784    | 0,43  | 1     |
| Альянс реформистских сил Югославии за Воеводину   | серб. Savez reformskih snaga Jugoslavije za Vojvodinu                                                       | 3 432     | 0,07  | 2     |
| Демократическая реформистская партия мусульман    | серб. Демократска реформска странка Муслимана, ДРСМ                                                         | 3 432     | 0,07  | 1     |
| Группы граждан                                    | — | 456 318   | 9,06  | 8     |
| Другие                                            | — | 341 732   | 6,79  | —     |
| Всего                                             | | 5.034.440 | 100   | 250   |
| Зарегистрировано избирателей/Явка                 | | 7 036 303 | 71,49 |       |

## Распределение мест в Скупщине
Социалистическая партия Сербии  (194)
 Сербское движение обновления  (19)
 Демократическое сообщество воеводинских венгров  (8)
 Демократическая партия  (7)